# 斯洛比茨凱 (哈爾科夫區)
50°1′4″N 36°26′54″E / 50.01778°N 36.44833°E
斯洛比茨凱（烏克蘭語：Слобідське）是位於烏克蘭東部的村落，隸屬哈爾科夫州哈爾科夫區維利希夫卡市鎮。該村與普雷萊斯內中僅隔內梅什利亞河，距離布拉日尼基3.5公里，距離哈爾科夫市中心約19公里，始建於1927年，面積0.28平方公里，海拔高度165米，2001年人口449。

## 歷史
至2016年4月2日為止，該村舊名伏龍芝（烏克蘭語：Фрунзе）。